# Kenton-on-Sea
Kenton-on-Sea, regional kurz Kenton, mitunter Kenton on Sea, ist ein Ort in der Lokalgemeinde Ndlambe im Distrikt Sarah Baartman der südafrikanischen Provinz Ostkap.

## Demografie
Kenton-on-Sea hatte im Jahre 2011 gemäß der Volkszählung  5154 Einwohner in 1853 Haushalten auf einer Fläche von 5,18 km².

## Geografie
Der Küstenort liegt zwischen den Mündungsbereichen des Boesmans River und Kariega River in den Indischen Ozean. Die bebaute Ortslage erstreckt sich zwischen den langgestreckten Ästuaren beider Flüsse. Auf dem Westufer des Boesmans River liegt der Nachbarort Boesmansriviermond. Beide Küstenorte sind durch die Straßenbrücke der Regionalstraße R72 miteinander verbunden.

## Sehenswürdigkeiten
- Uferzonen der beiden Ästuare[3]
- Küstenlandschaft der Sunshine Coast, westlich vom Ferienort Boesmansriviermond gehören einige Küstenstreifen zum Addo-Elefanten-Nationalpark
- House Hidden, ein 2017 mit einem Architekturpreis ausgezeichnetes, modernes Wohnhaus in Kenton-on-Sea[4]
- John Muirhead Nature Reserve, ein Naturschutzgebiet im Küstenstreifen von Kenton-on-Sea am Indischen Ozean
- Wildreservate zwischen den beiden Flüssen nördlich von Kenton-on-Sea

## Wirtschaft
In Kenton-on-Sea und im Nachbarort Boesmansriviermond bietet hauptsächlich der Tourismus die Erwerbsgrundlage für die hiesige Bevölkerung. Es existieren neben Übernachtungsmöglichkeiten Angebote für Wassersportarten, Tierbeobachtungen und Wanderungen in der Küstenlandschaft sowie in das Inland. Der Ort liegt im touristisch erschlossenen Gebiet Sunshine Coast.

## Verkehr
Der Küstenort ist auf dem Landweg mit der Regionalstraße R72 von Alexandria oder Port Alfred erreichbar. Die in nördliche Richtung führende Regionalstraße R343 mündet unweit von Makhanda (Grahamstown) in die Nationalstraße N2. Nordwestlich des Ortes liegt ein Regionalflugplatz, der Kenton on Sea Airport.